# Эррера, Кармен
Кармен Эррера (исп. Carmen Herrera; 31 мая 1915 — 12 февраля 2022) — кубинско-американская художница.

## Начало творчества
Эррера родилась в Гаване в 1915 году. Изначально она училась на архитектора, но затем переключилась на живопись, сохранив при этом любовь к прямым линиям и простым формам. До начала 1950-х годов Эррера попеременно жила на Кубе и в Париже. Именно в Париже. Она, например, была частой гостьей в студии супружеской пары художников, которые постоянно торопились домой, покормить своего малыша. «Малыша» на поверку оказался 20-летним Ивом Кляйном, на тот момент увлекавшимся боевыми искусствами и уже делавшим первые шаги в живописи.
В 1954 году Эррера вместе с мужем переехала в Нью-Йорк. К этому времени её стиль окончательно сформировался — всего несколько цветов и строгие геометрические формы, которые не умещаются в жёстких рамках холста, переводя картину в трёхмерное измерение. Но в то время, когда в Нью-Йорке царил абстрактный экспрессионизм, представленный преимущественно белыми мужчинами, кичащимися своей брутальностью, минималистичные полотна Эрреры вызывали лишь недоумение. Но Эрреру это не останавливало, она продолжала гнуть свою линию. Не сломили её и отказы галеристов, которые говорили ей прямо в лицо, что не будут выставлять картины, написанные женщиной.